# Transformers (serie animata)
Transformers (The Transformers) è una serie animata nippo-statunitense (la prima della lunga saga dei Transformers), co-prodotta per la TV dal 1984 al 1987 dallo studio americano Marvel Productions e dalla casa di produzione Sunbow, e animata principalmente dalla Toei Animation giapponese e dalla AKOM sudcoreana.
La serie è composta da quattro stagioni, per un totale di 98 episodi, e un lungometraggio (Transformers - The Movie).

## Trama

### Introduzione
La serie, concepita in particolare per il mercato nippoamericano e poi distribuita anche in Asia ed Europa, è frutto di una coproduzione tra giapponesi ed americani, con la sceneggiatura di varie persone come Douglas Booth, Donald F. Glut e David Wise (tra gli altri), la regia di Nelson Shin, gli storyboard di Peter Chung e George Goode (tra gli altri), la direzione delle animazioni di Kōzō Morishita ed il character design di Floro Dery.
I Transformers sono divisi in due fazioni:
- Autobots: noti in Italia come Autorobot, pacifici e propensi alla protezione dei deboli; sono per lo più identificati con meccanismi e macchine ad uso civile, industriale o difensivo (ad eccezione dei Dinobots, degli Aerialbots e di alcuni casi isolati come Blaster, Perceptor, Warpath, Seaspray, Cosmos, ecc.);
- Decepticons: noti in Italia come Distructor, malvagi, violenti e ambiziosi, dediti alla conquista ed alla sopraffazione del debole; sono per lo più identificati come meccanismi e macchine belliche (con alcune eccezioni come i Constructicons, gli Stunticons, Soundwave, Astrotrain, ecc.).

### Prima e seconda stagione
La loro storia inizia milioni di anni fa, quando sulla Terra non si è ancora sviluppata la vita umana. Su Cybertron, invece, infuria da tempo immemorabile una brutale guerra tecnologica tra le due fazioni, che vede gli Autobots combattere per la propria sopravvivenza. Dopo milioni di anni la guerra sta volgendo al termine in favore dei Decepticons, forti della loro ferocia e della loro superiorità tecnologica e militare. Gli Autobots vivono nascosti, limitandosi alla guerriglia, mentre ormai quasi tutto il pianeta (ad eccezione di I. A. Con, quartier generale cybertroniano degli Autobots) è nelle mani dei malvagi Decepticons.
Con la guerra millenaria che ormai ha dissipato la maggior parte dell'energia vitale del pianeta, gli Autobots, per sopravvivere, devono frequentemente rubare energia dalle basi Decepticons, i quali la immagazzinano nella forma di barre o cubi di Energon, da sempre la principale fonte di sostentamento per tutti gli organismi cybertroniani. Con una situazione ormai insostenibile, gli Autobots non hanno altra scelta se non quella di lasciare il pianeta alla ricerca di un altro mondo e di nuove risorse energetiche, dove ricominciare un'esistenza pacifica, e con il sogno di poter riconquistare, un giorno, Cybertron.
Il primo episodio si apre con alcuni Autobots che si sono appena procurati una piccola scorta di Energon, sopravvivendo all'ennesimo scontro con le forze Decepticons che pattugliano perennemente il pianeta. Durante queste sequenze sono mostrate le trasformazioni in veicoli cybertroniani dei Transformers protagonisti della serie.
Raggiunto il loro quartier generale ad I. A. Con, sani e salvi, scopriamo che gli Autobots stanno approntando gli ultimi preparativi per lasciare il pianeta, guidati dal loro comandante Optimus Prime. Tutto ciò non passa inosservato agli occhi delle spie Decepticons Soundwave e Laserbeak. Informato il loro malvagio comandante supremo Megatron dei piani di Optimus, un manipolo di Decepticons selezionati, guidati personalmente dallo stesso Megatron, si getta all'inseguimento dell'astronave Autobot (nota retroattivamente anche come Ark) a bordo del loro incrociatore (conosciuto come la Nemesis).
Non appena lasciata l'orbita di Cybertron, i Decepticons riescono a raggiungere la nave spaziale degli Autobots, mentre essi si trovano a fronteggiare un inaspettato sciame di asteroidi, ingaggiando un combattimento tra le astronavi. Alla fine, una volta raggiunta la nave Autobots, i Decepticons riescono a penetrare al suo interno tramite un condotto d'arrembaggio che ne perfora lo scafo. Ormai faccia a faccia, tra i due equipaggi inizia una serrata lotta corpo a corpo. Conscio della situazione disperata, Optimus decide di tentare il tutto per tutto con un estremo sacrificio finale e, preso il controllo del timone, decide di far schiantare la sua astronave con entrambi gli eserciti a bordo, in modo da porre fine per sempre alla minaccia di Megatron e dei suoi seguaci. Nel corso della disperata manovra l'astronave dei Decepticons, senza più controllo, si sgancia, finendo alla deriva.
L'astronave Autobot, invece, procede verso il suo destino, precipitando su un vicino pianeta primitivo e schiantandosi alle pendici di un vulcano con un impatto devastante. Questo pianeta è la nostra Terra di quattro milioni di anni fa. I millenni passano, ed arriviamo al 1984. Il vulcano si risveglia con una piccola eruzione che dà luogo a un terremoto. Ma l'astronave è sopravvissuta all'impatto, ed i suoi occupanti sono sopravvissuti, anche se disattivati e danneggiati in seguito alla collisione. La scossa riattiva alcuni contatti di Teletraan 1, il potente computer dell'astronave Autobot che per prima cosa invia una sonda ad esplorare il pianeta alieno. Esso può così osservare la vita degli esseri umani del XX secolo, le loro macchine, i veicoli civili e militari, dei quali ne scansiona le forme.
Acquisiti tali dati, Teletraan 1 provvede quindi a ricostruire i Transformers ad immagine dei meccanismi terrestri in modo da mimetizzarli ed adattarli alla vita del pianeta. L'impatto però non è stato senza conseguenze per il computer di bordo degli Autobots, rendendolo incapace di distinguere i Decepticons dagli Autobots. Infatti il primo robot che ricostruisce è Skywarp, uno dei jet Decepticon, il quale provvede a far riparare tutti i suoi compagni caduti, in primis Megatron. Una volta riattivati, i Decepticons lasciano l'astronave sepolta credendo gli Autobots disattivati per sempre. Tuttavia, il luogotenente di Megatron, Starscream, decide di salutare i nemici caduti con una raffica di laser, causando una piccola frana. Ciò fa inaspettatamente sobbalzare il corpo disattivato di Optimus Prime sotto il raggio riparatore di Teletraan 1, il quale in breve farà lo stesso con tutti i suoi amici.
Da questo momento in poi i Transformers arrivati sulla terra si trasformeranno in mezzi e macchinari tipici terrestri. Nel corso di tutti gli episodi gli unici a mantenere la struttura iniziale sono i Transformers che erano rimasti su Cybertron, come Shockwave (rimasto a guardia del quartier generale dei Decepticons) e Omega Supreme. Sulla Terra si riproduce l'antica lotta tra le due fazioni. I Decepticons sono avvantaggiati oltre che per la loro natura anche per il disinteresse che hanno nei confronti degli esseri umani (chiamati con disprezzo "creature di carne"). Essi, però, sono minati da rivalità interne e dal ridotto grado di intelligenza che di solito hanno (ad eccezione di Soundwave e del loro capo Megatron). Gli Autobots si preoccupano, invece, di prestare aiuto agli esseri umani, dai quali ricevono talvolta appoggio.
Gli obiettivi della lotta ora sono capovolti. I Decepticons cercano di trafugare energia dagli stabilimenti industriali degli esseri umani per immagazzinarla in cubi da spedire al loro pianeta originario tramite un ponte spaziale di teletrasporto. Nel frattempo, infatti, la carenza di energia ha ridotto in cattive condizioni anche i Decepticons rimasti su Cybertron. L'obiettivo degli Autobots è di impedire che ciò avvenga e, contrariamente a quanto avveniva prima su Cybertron, ora quasi sempre raggiungono i loro scopi.
La seconda stagione quindi è molto simile alla precedente, con in aggiunta solo personaggi più freschi e nuovi per entrambe le fazioni.

### Lungometraggio
È l'anno 2005 e la guerra fra gli Autobots (Autorobot) e i Decepticons (Distructor), risvegliatisi sulla Terra circa 20 anni prima, sta continuando: i Decepticons hanno abbandonato la Terra e controllano il pianeta natio dei Transformer, Cybertron, mentre le sue due lune sono state conquistate dagli Autobots. Gli Autobots di guardia sulle lune di Cybertron partono per una missione sulla Terra, ad Autobot City (capitale degli Autobots sulla Terra) per procurarsi Energon e sferrare l'attacco finale contro i Decepticons su Cybertron. Megatron, loro perfido leader, scopre i piani degli Autobots e decide di attaccare la loro navicella, eliminando tutti i membri dell'equipaggio in missione; muoiono così Ironhide, Ratchet, Prowl e Brawn. Dopodiché, bramoso di distruggere l'avamposto terrestre degli Autobot, con i suoi seguaci al seguito, giunge sulla Terra dove sferra un poderoso attacco contro Autobot City. Gli Autobots riescono però a contattare Optimus Prime (Commander), il quale arriva in aiuto dei suoi compagni, pilotando assieme a Sunstreaker uno shuttle con a bordo anche i Dinobot come rinforzi. Optimus Prime, dopo aver colpito molti Distructor, ingaggia una battaglia personale, corpo a corpo, contro Megatron, ma viene mortalmente ferito dallo stesso Megatron, gravemente danneggiato a sua volta da Optimus e costretto alla ritirata.
Optimus Prime (Commander), prima di morire, passa la Matrice di comando degli Autorobot ad Ultra Magnus (Convoy), che diventa il nuovo leader degli Autobots. Nel frattempo i nemici fuggono a bordo di Astrotrain e Starscream (Astrum), nel tentativo di diventare il nuovo leader dei Decepticons, abbandona nello spazio Megatron ferito ed altri Distructor gravemente danneggiati (Skywarp, Thundercracker e gli Insecticons). Megatron viene attirato nell'orbita di Unicron, un potente e malvagio demone robot di forma planetoide che divora tutti i pianeti sul suo passaggio. Unicron propone a Megatron un patto: gli fornirà un nuovo corpo e nuove truppe affinché distrugga la Matrice degli Autobots. Megatron, di fronte alla minaccia del suo completo oblio, è obbligato ad accettare il patto di Unicron (diventando di fatto un subordinato di Unicron), così viene nuovamente potenziato e trasformato nel malvagio Galvatron. Skywarp diviene Cyclonus, il suo primo luogotenente, Thundercracker diviene Scourge, mentre gli Insecticons vengono riconfigurati negli Incrociatori Sweeps (dei cloni indistinguibili da Scourge).
Galvatron torna su Cybertron, uccide Starscream (Astrum) durante la cerimonia che doveva consacrarlo come nuovo leader, e riprende il comando dei Decepticons. Unicron intanto divora le due lune di Cybertron ed obbliga Galvatron ed il suo nuovo esercito ad attaccare nuovamente Autobot City e distruggere Ultra Magnus e la Matrice. Galvatron darà la caccia agli Autobots (Autorobot) e ad Ultra Magnus, atterrati sul pianeta Junk, e riuscirà a distruggere Ultra Magnus ed impossessarsi della Matrice ma, invece di distruggerla, intende usarla contro Unicron per liberarsi dal suo giogo e renderlo suo schiavo.
Nel frattempo alcuni Autobots, tra cui Hot Rod, si ricongiungono ai compagni dispersi sul pianeta Junk e ricostruiscono Ultra Magnus con l'aiuto degli abitanti del pianeta, i "Junkons". Nel frattempo Unicron, sfidato da Galvatron, si trasforma in un robot gigantesco che, dapprima divora le due lune di Cybertron, risucchiando al suo interno diversi Autobots rimasti di guardia su tali avamposti, come Jazz e Cliffjumper, e poi, attacca l'intero pianeta Cybertron. Gli Autorobot e i Distructor, unendo temporaneamente le loro forze, attaccano inutilmente Unicron, senza successo. Galvatron viene inghiottito dal gigantesco robot, mentre Ultra Magnus, Hot Rod e altri Autobots precipitano dentro Unicron con la propria astronave. All'interno di Unicron si svolge la lotta tra Hot Rod e Galvatron. Hot Rod riesce a recuperare la matrice strappandogliela, diventando così Rodimus Prime, il nuovo comandante degli Autobots. Egli poi sconfigge Galvatron, gettandolo nello spazio profondo. Infine, convogliando il potere della Matrice in un potente fascio d'energia, riesce a distruggere Unicron facendolo esplodere dall'interno, mentre diversi suoi compagni Autobots riescono ad uscire dal gigante appena in tempo. Alla fine gli Autobots, guidati dal loro nuovo leader Rodimus Prime, riconquistano Cybertron, instaurando un nuovo periodo di pace e prosperità.

### Terza stagione
In Giappone è nota con il titolo di Future Machine Transformers 2010 (トランスフォーマー２０１０ Toransufōmā Nisenjū), per via di un montaggio differente che ne fa una serie del tutto autonoma. In Italia è stata importata la versione americana originale. La serie è ambientata un anno dopo il lungometraggio animato (1986 Toei Animation).
Nell'anno 2006 (2010 in Giappone) la guerra fra Autobots (Autorobot) e Decepticons (Distructor) è terminata. I Decepticons sono ora confinati sul pianeta Charr, dove vivono in perenne lotta fra loro per l'energia. Cybertron è ormai un pianeta prospero e sempre più influente, insieme alla Terra, nella Federazione Galattica. Tutto questo successo non piace però ai Quintessenziani (apparsi per la prima volta nel film) che si alleano ai Decepticons, promettendo loro Energon in cambio della distruzione degli Autobots. Tutti i Decepticons accettano escluso Biltzwing. Nel frattempo Cyclonus (Ciclone), Scourge (Sheriff) e gli Sweeps (Incrociatori), ritrovano Galvatron, ora libero dal giogo del malvagio Unicron, il cui equilibrio psichico è stato gravemente compromesso dall'impatto sul planetoide Thrull, riportandolo indietro con loro e riparandolo. In breve Galvatron ridiviene leader dei Decepticons dando inizio ad una guerra a tre: gli Autorobot contro i Distructor e i Quintessenziani (che spesso danno origine ad alleanze poco durature). Nella conclusione della serie assisteremo al ritorno di Optimus Prime (Commander) e all'alleanza fra le tre razze prima nemiche per sconfiggere l'epidemia dell'odio, causata da alcune spore diffuse da un medico senza scrupoli che voleva vendicarsi del ferimento della figlia per mano dei Decepticons. Nella terza stagione della serie, si scoprirà il creatore di Unicron, Primacron.
Alla fine della terza stagione finisce la collaborazione tra USA e Giappone, per quanto riguarda le serie animate televisive, e ciascuno dei due paesi provvederà in proprio allo sviluppo degli episodi (vedi Transformers: The Headmasters e Transformers Rebirth). Questo porterà ad interpretazioni radicalmente differenti dei medesimi personaggi con ruoli diversi nelle diverse continuity. Dopo il 1987, le serie animate tradizionali continueranno solo per il mercato Giapponese (con Transformers: Victory e l'OAV Transformers: Zone, episodio pilota di una serie mai sviluppata).
Per volere della Takara-Tomy solo l'Italia e pochi altri paesi, esclusi gli Stati Uniti dove ne è stato lanciato un surrogato a fumetti per mano della Marvel, beneficeranno della messa in onda di parte di queste serie nipponiche G1, tra cui Transformers: The Headmasters (trasmesso come New Transformers, 1988) e Chojin Masterforce (trasmessa in Italia nel 1991), la famigerata serie con protagonisti giovani umani che si trasformano essi stessi in Transformers.

### Quarta stagione
La quarta stagione comprende Transformers The Rebirth, serie solamente americana composta da solo tre episodi:
1. The Rebirth - Parte 1
2. The Rebirth - Parte 2
3. The Rebirth - Parte 3

Che non hanno niente a che fare con il seguito giapponese della terza stagione (Transformers: The Headmasters). La serie parla dell'idea di una fusione tra esseri organici, nebulani (alieni) o umani alterati cibernetica mente, e Transformers. Gli esseri biologici erano in grado di unirsi temporaneamente ai Transformers ed agire come un solo essere, fornendo ai robot ulteriore energia o armi più potenti. L'unico posto in Italia per vederla in italiano e il canale YouTube di sanverproduction
Nelle generazioni successive, inoltre, quasi mai si rispetta il filo logico degli eventi passati e contemporaneamente il successo riscosso dal pubblico è sempre minore. Tutto ciò comporta, soprattutto in Italia, l'identificazione dei Transformers quasi esclusivamente con la Generation One.

### Quinta stagione
Una quinta stagione della serie G1 fu proposta al termine della messa in onda negli Stati Uniti. Si tratta in realtà semplicemente di una replica di alcuni episodi già trasmessi, a cui viene aggiunto il lungometraggio suddiviso in episodi. In dettaglio, è composta di 20 episodi: nell'ordine:
- i primi 3 episodi della prima stagione;
- il lungometraggio diviso in 5 episodi;
- i primi 5 episodi della terza serie;
- altri 2 episodi della terza serie;
- gli ultimi 2 episodi della terza serie;
- l'intera quarta stagione, composta da 3 episodi.

## In televisione
- Citv
- SPACETOON
- Disney XD
- Antv
- Nickelodeon, Disney XD, MTV
- Cartoon Network, Kidsco
- Cartoon Network Arabic
- Nicktoons
- Cartoon Network
- Disney XD, Nicktoons
- Cartoon Network
- MTV, Clan (TVE)
- MTV Hits

## Edizione italiana
In Italia le prime tre stagioni della serie G1, per un totale di 95 episodi, sono state importate e trasmesse in prima TV sui circuiti Euro TV e Odeon TV tra l'ottobre 1985 e il 1988. Nel primo doppiaggio italiano delle prime tre stagioni, realizzato presso la cooperativa Fono Roma (stagioni 1 e 2) e presso lo Studio P.V. (stagione 3), i nomi delle fazioni ed alcuni personaggi erano in gran parte modificati e diversi sia da quelli statunitensi sia da quelli giapponesi, e corrispondevano invece a quelli utilizzati per i giocattoli (distribuiti da GiG).
Dal 2008 al 2011 le tre stagioni sono state ridistribuite in DVD, prima ad opera della MTC (prime due stagioni), poi della Dynit (terza stagione, con il titolo Transformers 2010). Per l'occasione le serie sono state completamente ridoppiate a Roma (prime due stagioni) e a Milano a cura della Sanver Production (terza stagione), utilizzando un nuovo adattamento più fedele e ripristinando i nomi originali della versione statunitense. Tale riedizione ha avuto anche diversi passaggi televisivi.
La quarta stagione, invece, è stata doppiata per la prima volta in italiano nel 2011, ed è disponibile solamente sul canale YouTube di Sanver Production, l'azienda che si è occupata del doppiaggio stesso.
Il 15, 18 e 19 maggio 2024, su organizzazione della Hasbro e distribuzione Nexo Digital, è stato proiettato in alcuni cinema italiani il film speciale Transformers: 40th Anniversary Event: esso comprendeva i primi quattro episodi della serie animata G1 e un backstage del doppiaggio originale del primo episodio. I quattro episodi in oggetto sono stati ridoppiati per l'occasione presso lo studio CDR su direzione e dialoghi di Giorgio Bassanelli Bisbal.

## Episodi
| Stagione         | Episodi | Prima TV originale |
| ---------------- | ------- | ------------------ |
| Prima stagione   | 16      | 1984               |
| Seconda stagione | 49      | 1985-1986          |
| Terza stagione   | 30      | 1986-1987          |
| Quarta stagione  | 3       | 1987               |
| Quinta stagione  | 20      | ?                  |

### Quinta stagione
La quinta stagione è in realtà costituita da 15 episodi delle stagioni precedenti e il film diviso in cinque parti, con l'aggiunta di alcune sequenze in live action inedite.
È tuttora inedita in lingua italiana.
| Nº st. | Nº tot. | Titolo originale                     | Episodio/film ripreso | Episodio/film ripreso                                                                 |
| Nº st. | Nº tot. | Titolo originale                     | Nº                    | Titolo italiano                                                                       |
| ------ | ------- | ------------------------------------ | --------------------- | ------------------------------------------------------------------------------------- |
| 1      | 99      | More Than Meets the Eye - Part 1     | 1×1                   | Fuga da Cybertron Molto più di quel che appare - Prima parte                          |
| 2      | 100     | More Than Meets the Eye - Part 2     | 1×2                   | La miniera di rubini Molto più di quel che appare - Seconda parte                     |
| 3      | 101     | More Than Meets the Eye - Part 3     | 1×3                   | Megatron Molto più di quel che appare - Terza parte                                   |
| 4      | 102     | The Transformers - The Movie         | Film                  | Transformers - The Movie                                                              |
| 5      | 103     | The Transformers - The Movie - Day 2 | Film                  | Transformers - The Movie                                                              |
| 6      | 104     | The Transformers - The Movie - Day 3 | Film                  | Transformers - The Movie                                                              |
| 7      | 105     | The Transformers - The Movie - Day 4 | Film                  | Transformers - The Movie                                                              |
| 8      | 106     | The Transformers - The Movie - Day 5 | Film                  | Transformers - The Movie                                                              |
| 9      | 107     | Five Faces of Darkness - Part 1      | 3×1                   | I cinque volti del male (prima parte) Le cinque facce dell'oscurità (prima parte)     |
| 10     | 108     | Five Faces of Darkness - Part 2      | 3×2                   | I cinque volti del male (seconda parte) Le cinque facce dell'oscurità (seconda parte) |
| 11     | 109     | Five Faces of Darkness - Part 3      | 3×3                   | I cinque volti del male (terza parte) Le cinque facce dell'oscurità (terza parte)     |
| 12     | 110     | Five Faces of Darkness - Part 4      | 3×4                   | I cinque volti del male (quarta parte) Le cinque facce dell'oscurità (quarta parte)   |
| 13     | 111     | Five Faces of Darkness - Part 5      | 3×5                   | I cinque volti del male (quinta parte) Le cinque facce dell'oscurità (quinta parte)   |
| 14     | 112     | Surprise Party                       | 3×12                  | Il compleanno di Convoy Festa a sorpresa                                              |
| 15     | 113     | Dark Awakening                       | 3×8                   | Fantasmi dal passato Risveglio oscuro                                                 |
| 16     | 114     | The Return of Optimus Prime - Part 1 | 3×29                  | Il ritorno di Commander (prima parte) Il ritorno di Optimus Prime (prima parte)       |
| 17     | 115     | The Return of Optimus Prime - Part 2 | 3×30                  | Il ritorno di Commander (seconda parte) Il ritorno di Optimus Prime (seconda parte)   |
| 18     | 116     | The Rebirth - Part 1                 | 4×1                   | La rinascita (prima parte)                                                            |
| 19     | 117     | The Rebirth - Part 2                 | 4×2                   | La rinascita (seconda parte)                                                          |
| 20     | 118     | The Rebirth - Part 3                 | 4×3                   | La rinascita (terza parte)                                                            |

## Home video
Nel 1990 la Stardust editò tre VHS:
- Transformers - Viaggio nel futuro (ep.04 Il ponte spaziale, ep.05 Un nuovo amico)
- Transformers - Cielo infuocato (ep.06 Un ricambio per Commander, ep.09 Il segreto degli Incas)
- Transformers - Assalto aereo (ep.39 Linee di raggruppamento, ep.63 Battaglia nel deserto)

Da settembre 2008 la MTC (Medianetwork Communication) ha incominciato ad editare in sei box da due DVD ciascuno le prime due stagioni, con un ridoppiaggio più fedele realizzato per l'occasione:
- Transformers - Volume 01: Stagione uno, Parte prima (ep.01-08)
- Transformers - Volume 02: Stagione uno, Parte seconda (ep.09-16)
- Transformers - Volume 03: Stagione due, Parte prima (ep.17-28)
- Transformers - Volume 04: Stagione due, Parte seconda (ep.29-41)
- Transformers - Volume 05: Stagione due, Parte terza (ep.42-53)
- Transformers - Volume 06: Stagione due, Parte quarta (ep.54-65)

Nell'edizione DVD delle prime due stagioni gli unici doppiatori rimasti dall'edizione storica sono Diego Reggente, voce di Optimus Prime e Giovanni Petrucci, voce di Sparkplug.
Nel dicembre 2011 la Dynit, in collaborazione con la Medianetwork Communication, ha pubblicato i DVD della terza stagione, in tre box da due DVD ciascuno, con un ridoppiaggio più fedele realizzato per l'occasione:
- Transformers 2010 - Volume 01: Stagione tre, Parte prima (ep.66-75)
- Transformers 2010 - Volume 02: Stagione tre, Parte seconda (ep.76-85)
- Transformers 2010 - Volume 03: Stagione tre, Parte terza (ep.86-95)

Queste edizioni DVD comprendono un nuovo doppiaggio con un adattamento molto più vicino all'edizione originale, mantenendo i nomi statunitensi.